# Экслибристика
Экслибристика (от латинского ex libris — из книг) — коллекционирование экслибрисов (книжных знаков).
Художественно исполненный ярлычок, виньетка с именем владельца, наклеиваемые на внутреннюю сторону книжного переплёта или обложки, широко распространились с началом книгопечатания. В России первые экслибрисы появляются в начале XVIII века. В наши дни наиболее популярны сюжетные экслибрисы, представляющие собой изображения пейзажей, архитектурных мотивов и различные эмблемы, символически повествующие о вкусах и профессии владельца книги.
История коллекционирования и изучение экслибрисов уходят в далёкое прошлое. Создавали книжные знаки и всемирно известные художники — А. Дюрер, X. Гольбейн, М. Врубель, В. Васнецов и многие другие. Клубы и секции экслибристов работают в самых разных местностях страны.